# Wiser (Adelsgeschlecht)

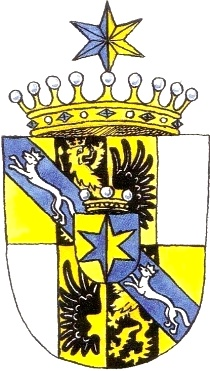
Wappen der Reichsgrafen von Wiser

Die Grafen von Wiser sind ein Adelsgeschlecht, das ursprünglich aus Niederösterreich stammend ab dem 17. Jahrhundert in Diensten der Kurpfalz stand und mit Franz Melchior von Wiser 1702 in den Reichsgrafenstand erhoben wurde. Die Familie hatte insbesondere Besitzungen im östlichen Kraichgau und bildete 1708/09 zwei Linien aus: Die Linie Wiser-Siegelsbach erlosch 1938, die Linie Wiser-Leutershausen besteht bis heute fort. Die Familie bekleidete insbesondere während der Zeit des Hauses Pfalz-Neuburg an der Spitze der Kurpfalz bis 1748 höchste politische Ämter und bemühte sich nachhaltig um eine Rekatholisierung in ihrem Herrschaftsgebiet.

## Geschichte

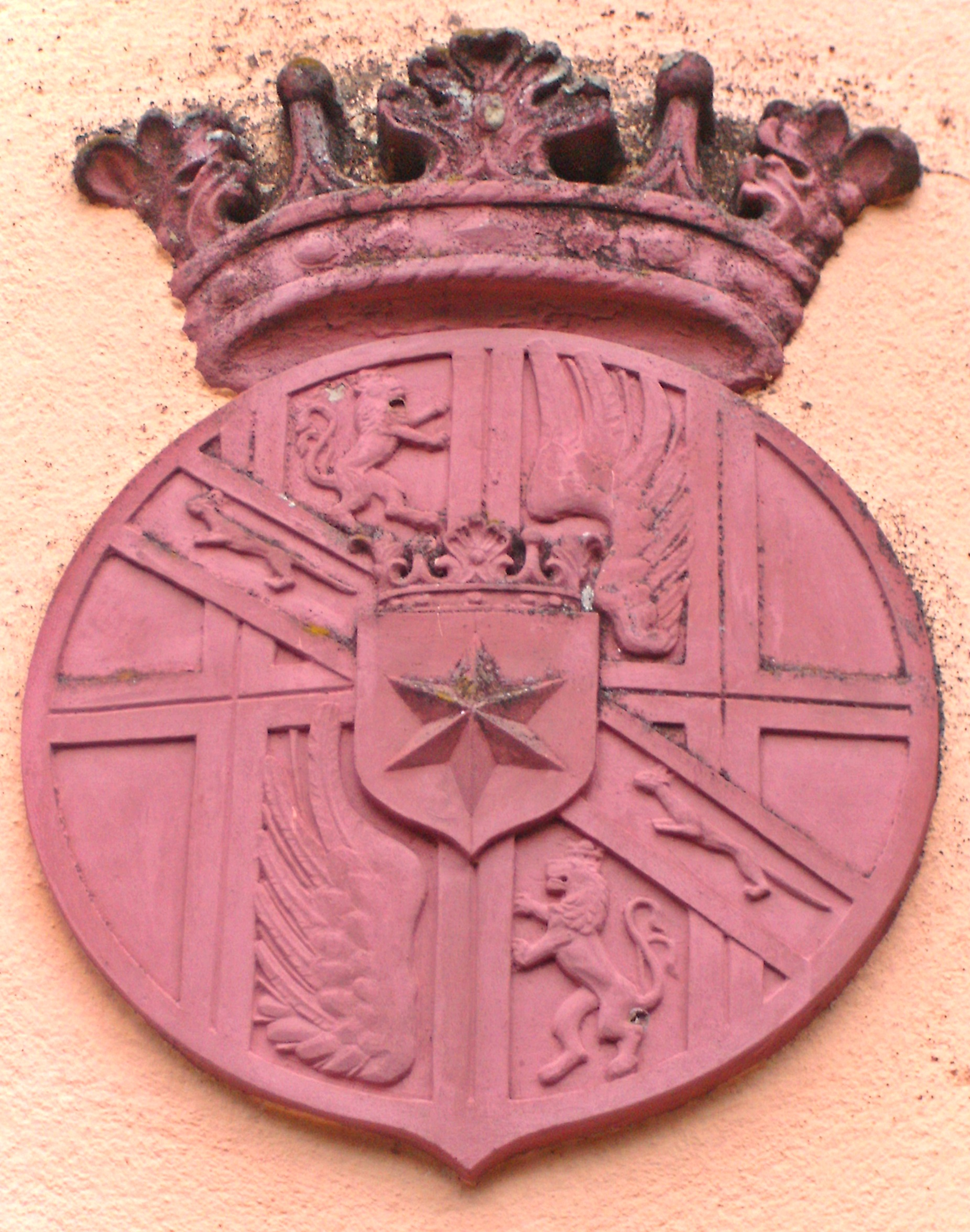
Steinwappen der Grafen von Wiser, gräfliche Grabkapelle, Friedhof Leutershausen.

Als Stammvater der Familie gilt ein Eustachius Wiser, der 1450 als Lehensinhaber in der Gegend von Melk im heutigen Niederösterreich genannt wird. Im Jahr 1500 wurde ein Christoph Wiser vom römisch-deutschen König Maximilian I. für seine Verdienste in den Türkenkriegen in den Adelsstand erhoben. Das damals verliehene Wappen mit dem sechsstrahligen Stern in Gold und Blau gespaltenem Schild wurde, später mehrfach erweitert, zum Stammwappen der Familie. Auch ein Wolf Wiser wurde 1577 durch Rudolf II. geadelt. 1598 bestätigte Rudolf II. die Adelsfreiheiten für Christoph Wisers Enkel Lorenz und Christoph Wiser. Da die Familie reformatorisch gesinnt war, musste sie im Zuge der Gegenreformation Österreich verlassen und kam so in Dienste der Pfalzgrafen von Pfalz-Neuburg, wo ein Johann Georg von Wiser nach 1625 als neuburgischer Hofstaatssekretär genannt wird. In Diensten von Pfalz-Neuburg wurde die Familie später wieder katholisch.
Gottfried von Wiser († 1693) war zunächst am Hof des bayerischen Kurfürsten und wurde 1645 Hofrat in Neuburg, später Hofratsdirektor und Hofkanzler. Nachdem Pfalz-Neuburg 1685 die pfälzische Kurwürde übernommen hatte, war Gottfried von Wiser als Geheimrat unter den höchsten Würdenträgern der Kurpfalz. 1690 wurde er in den Reichsritterstand erhoben. Er hatte fünf Söhne, von denen Franz Melchior von Wiser (1651–1702) im Jahr 1693 Nachfolger des Vaters als kurpfälzischer Hofkanzler wurde. Mit seinen Geschwistern wurde Franz Melchior 1694 in den Freiherrenstand erhoben, allein dann 1702 in den Reichsfreiherrenstand und noch im selben Jahr in den Reichsgrafenstand.

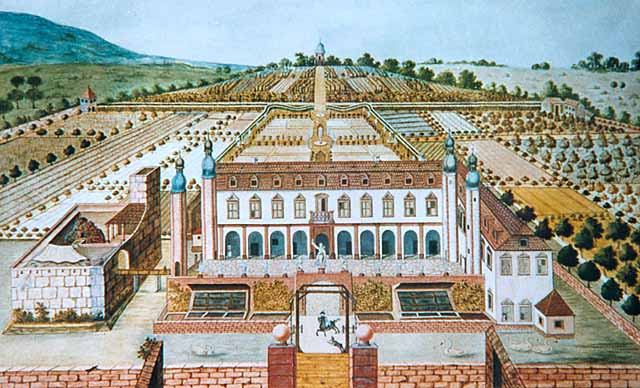
Schloss Friedelsheim um 1710

Ab 1696 wurde Franz Melchior von Wiser mit den ehemaligen Lehen der 1632 ausgestorbenen Herren von Hirschhorn belehnt: zunächst mit Zwingenberg nebst Strümpfelbrunn, Teilen von Ober- und Untergimpern und dem halben Dorf Fahrenbach, 1698 mit Siegelsbach, Friedelsheim und weiteren Orten. Im Jahr 1700 erhielt er außerdem das Hirschberger Lehen um Leutershausen an der Bergstraße. Da das Friedelsheimer Schloss 1694 von Franzosen zerstört worden war, nahm Franz Melchior von Wiser seinen Sitz im kurz zuvor erneuerten, ehemaligen Hirschhorner Hof in Siegelsbach, der auch unter seinen Nachfahren einer der Sitze der Familie blieb und im frühen 18. Jahrhundert unter den Grafen von Wiser zum Schloss Siegelsbach ausgebaut wurde.
Franz Melchior von Wiser hatte seinen Besitz testamentarisch zum Fideikommiss (unteilbarer und unveräußerlicher Familienbesitz) erklärt, doch nach seinem frühen Tod und dem frühen Tod des Sohnes Johann Anton 1708 teilten die beiden überlebenden Söhne den Besitz doch unter sich auf. Ferdinand Andreas von Wiser (1677–1761) war Begründer der Leutershausener Linie (auch Weiß-Wisersche Linie) mit Besitz in Leutershausen, Franz Joseph von Wiser (1679–1755) begründete die Siegelsbacher Linie (auch Friedelsheimer oder Schwarz-Wisersche Linie) mit Besitz in Siegelsbach, Friedelsheim, Ober- und Untergimpern sowie einigen kleineren Lehen. Die Unterscheidung der Linien in Schwarz und Weiß steht vermutlich im Zusammenhang mit den Farben der von den jeweiligen Herrschaften getragenen Perücken. Die Teilung ging von Franz Joseph aus, der das zerstörte Schloss in Friedelsheim wieder aufbauen ließ, und wurde 1709 durch den Kurfürsten genehmigt. Beide Brüder standen in hohen kurpfälzischen Diensten, doch mit dem Aussterben der Linie Pfalz-Neuburg 1748 und dem Übergang der Macht in der Kurpfalz an das Haus Pfalz-Sulzbach schwand noch zu ihren Lebzeiten der Einfluss der Familie bereits deutlich. In ihren Herrschaftsbereichen förderten beide Brüder die Katholische Kirche.

### Linie Wiser-Leutershausen

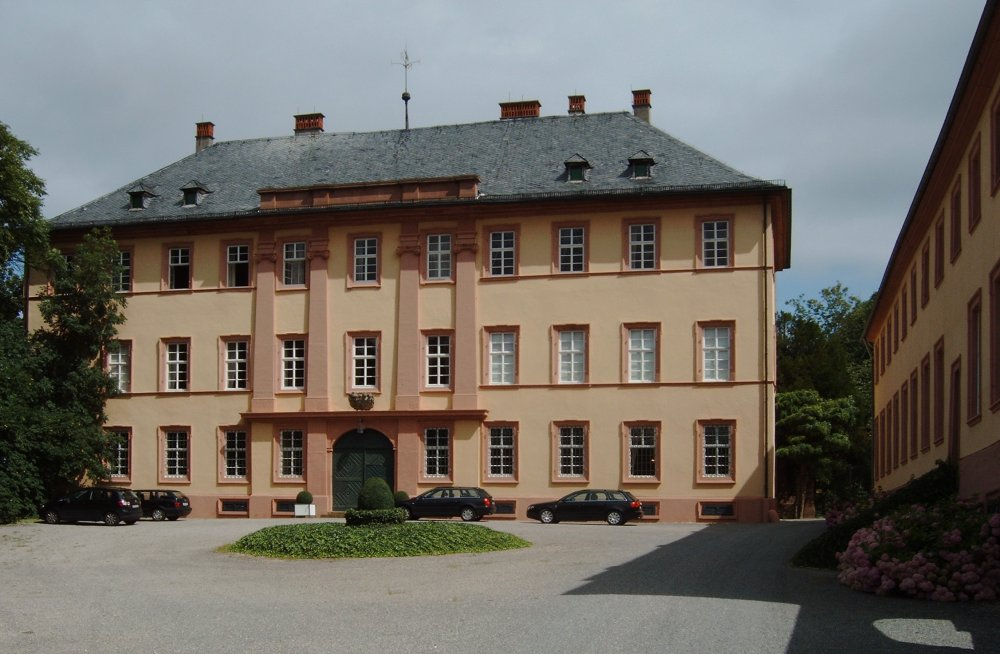
Schloss Leutershausen

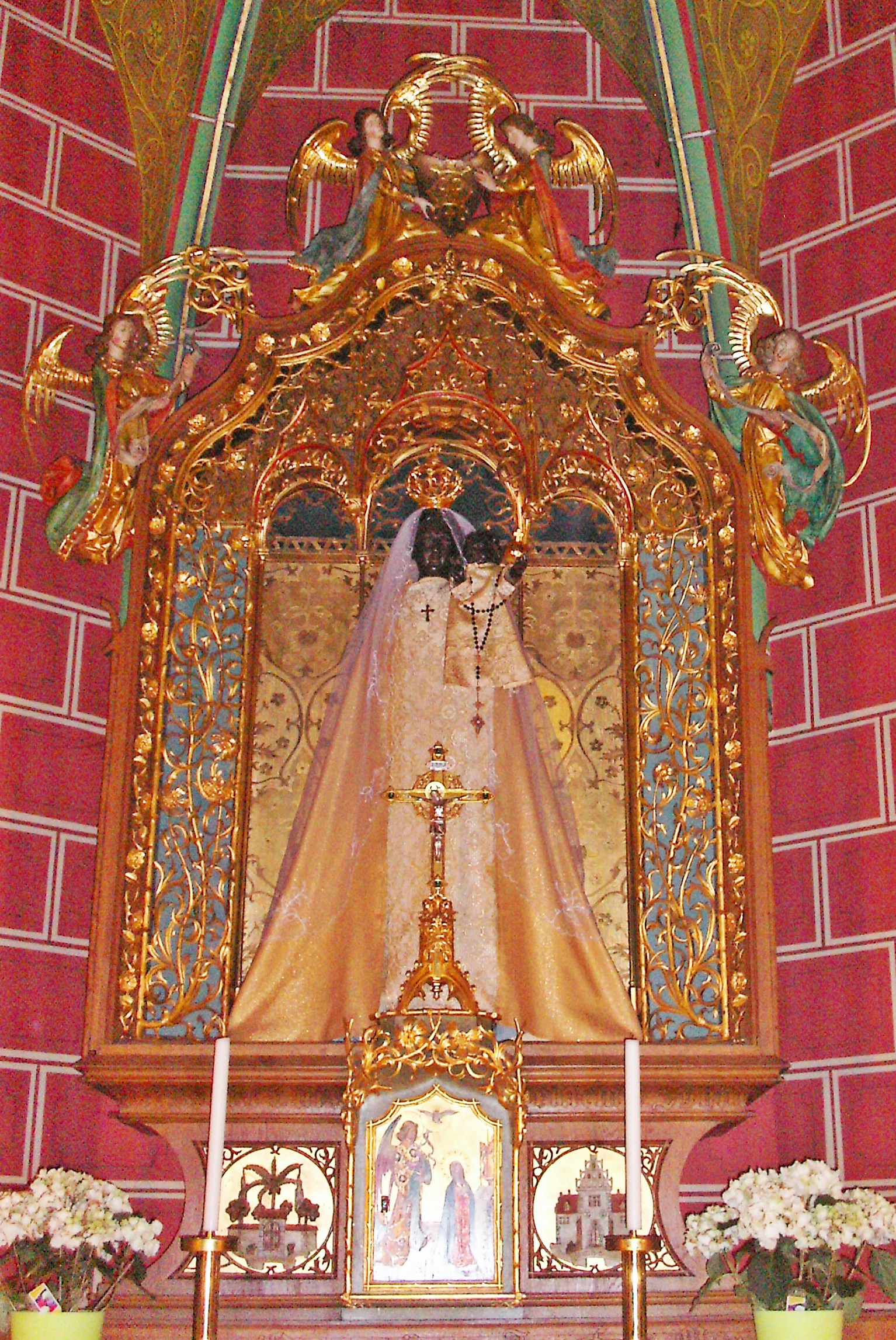
Das von den Grafen von Wiser gestiftete Gnadenbild in Leutershausen

Gemeindewappen von Gonbach in Rheinland-Pfalz, in das die wiserschen Farben Blau-Gold und ihr Familienwappen (blau-gelber Stern) übergegangen sind

Ferdinand Andreas von Wiser (1677–1751) war 1703 kurpfälzischer Hofvizekanzler, später Gesandter in Paris und Wien, 1716 kurpfälzischer Vertreter beim Reichstag in Regensburg, 1730 Vorsitzender des kurpfälzischen Hofgerichts und ab 1748 kurpfälzischer Regierungspräsident. Auf ihn geht der Bau des Schlosses Wiser in Leutershausen ab 1710 zurück, um 1712 gründete er den nach ihm benannten, aber im 19. Jahrhundert wieder zur Wüstung gewordenen Ort Ferdinandsdorf im Odenwald (im Bereich der heutigen Gemeinde Waldbrunn).
Als Mitgift seiner Gemahlin, Maria Charlotte Amalie von Leiningen-Westerburg-Rixingen, Tochter des regierenden Leininger Grafen Philipp Ludwig, erbte Ferdinand Andreas von Wiser 1705 die linksrheinischen Dörfer Münchweiler an der Alsenz und Gonbach im Donnersberggebiet. Wenngleich das wisersche Territorium durch seine früheren Besitzer weitgehend protestantisch dominiert und Graf Ferdinand Andreas ein eifriger katholischer Parteigänger war, so respektierte er trotzdem die bestehenden Religionsverhältnisse.
Nur mit Mühe gelang es Graf Wiser auch Menschen anderen Glaubens dort anzusiedeln und deren leidliche Duldung zu erreichen. Im Jahre 1729 erscheinen im Lagerbuch Münchweiler erstmals seit der Reformation eine katholische und eine jüdische Familie, wobei Graf Ferdinand Andreas letztere sogar als „Schutzjuden“ in seine behördliche Obhut nahm. Sein Sohn und Nachfolger Karl von Wiser musste am 29. Juni 1753 schriftlich darüber klagen, dass an dem in der Grafschaft zum gesetzlichen Feiertag erklärten und für Katholiken besonders wichtigen Fronleichnamsfest, die protestantischen Bewohner Münchweilers sich nicht scheuten „alle Knechtsarbeit im Feld öffentlich“ zu verrichten.
Bei seinem Schloss in Leutershausen ließ Ferdinand Andreas von Wiser 1737 eine Loretto-Kapelle als Pilgerstätte errichten, deren barockes Gnadenbild, eine Schwarze Madonna, 1907 in die damals neu erbaute katholische Pfarrkirche St. Johannes Baptist übertragen wurde und bis heute das Ziel von Wallfahrten ist. Die von den Grafen von Wiser initiierte Marien-Wallfahrt in Leutershausen gehört heute zu den offiziellen Wallfahrtsstätten im zuständigen Erzbistum Freiburg.
Durch den Linienwechsel an der Spitze der Kurpfalz schlugen seine Söhne keine juristischen, sondern militärische Laufbahnen ein. Graf Karl von Wiser (1716–1788) war kurpfalz-bayerischer Generalleutnant, sein Bruder Graf Philipp von Wiser (1718–1805) kurpfälzischer Generalmajor, sie lebten in Mannheim bzw. München. Karls Sohn Karl Theodor von Wiser (1760–1820) wurde 1786 kurpfälzischer Hofgerichtsrat in Mannheim, zog sich jedoch nach Ausbruch der Revolutionsunruhen in Frankreich nach München zurück und konnte nach dem Frieden von Lunéville und dem Ende der Kurpfalz keine Stellung als Hofrichter mehr erlangen. Sein Sohn Friedrich Carl von Wiser (1790–1831) schlug in Bayern eine Militärlaufbahn ein, sein Enkel Wilhelm Carl Friedrich von Wiser (1821–1891) konsolidierte mit aus der Ablösung der Feudalrechte eingenommenen Mitteln den Familiengrundbesitz. Die Familie besteht bis heute in Leutershausen (inzwischen ein Ortsteil von Hirschberg an der Bergstraße) fort.
In das Ortswappen von Gonbach, Rheinland-Pfalz, wurden zum Andenken an die Grafen von Wiser deren Farben Blau-Gold und ihr Familienwappen, ein in diesen Farben längs gespaltener Stern, aufgenommen. Durch die Errichtung einer Handwerkerzunft im Jahre 1724 förderte Graf Ferdinand Andreas von Wiser nachhaltig die wirtschaftliche Entwicklung des Dorfes; besonders die Leinenweberei, auf die auch das Weberschiffchen im Gemeindewappen hinweist.

### Linie Wiser-Siegelsbach

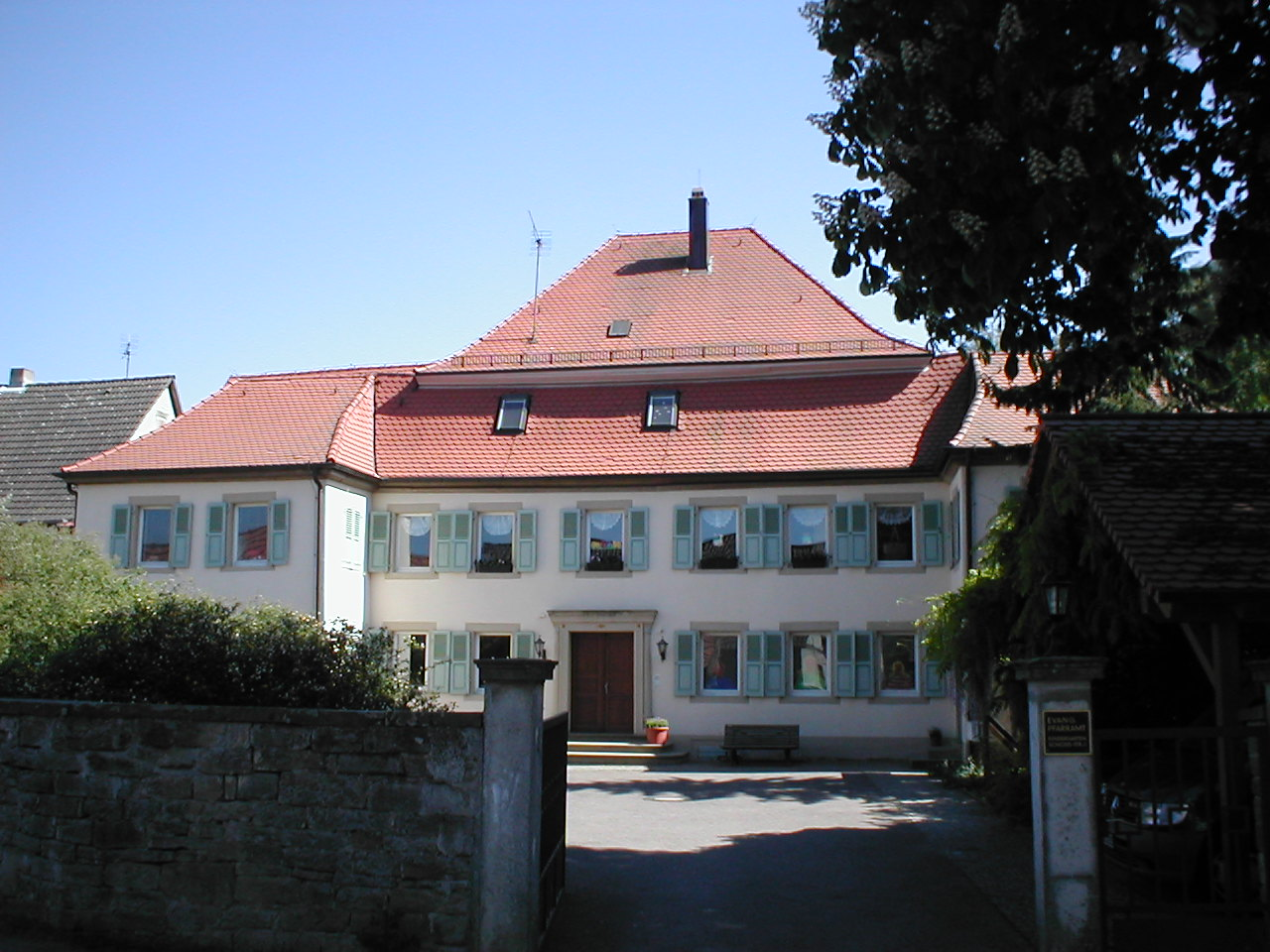
Schloss Siegelsbach

Franz Joseph von Wiser (1679–1755) war Oberamtmann in Kaiserslautern und später in Neustadt an der Weinstraße und Heidelberg. Zwischen 1703 und 1710 amtierte er als kurpfälzischer Hofvizekanzler. Auch er bemühte sich in Siegelsbach als Gutsherr nachhaltig um die Wiederherstellung der katholischen Religion. Es kam darüber zu fortwährenden Streitigkeiten, in deren Folge nicht nur der evangelische Pfarrer vertrieben, sondern in 39 Jahren auch 16 katholische Geistliche verschlissen wurden.

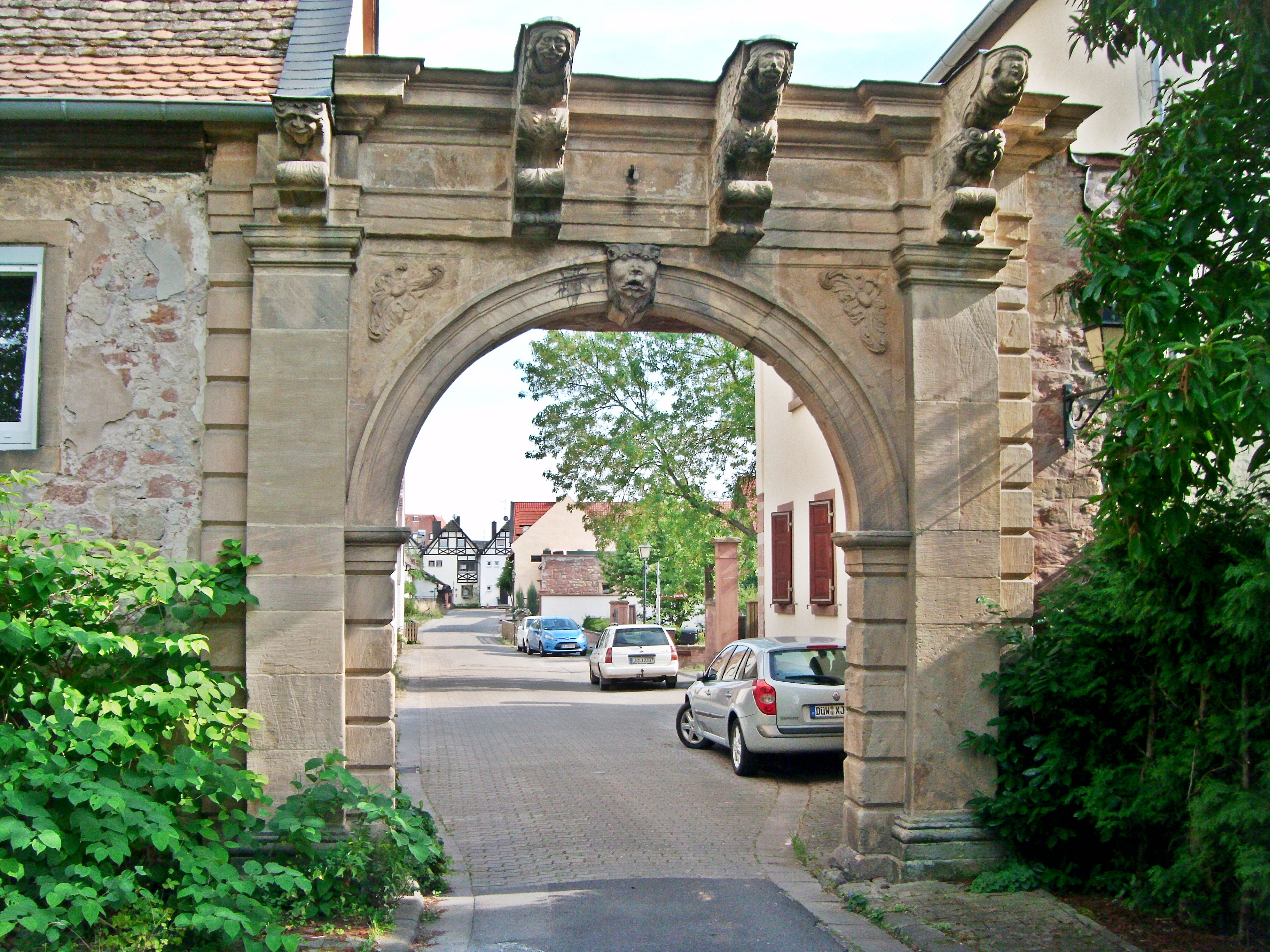
Schlosstor in Friedelsheim

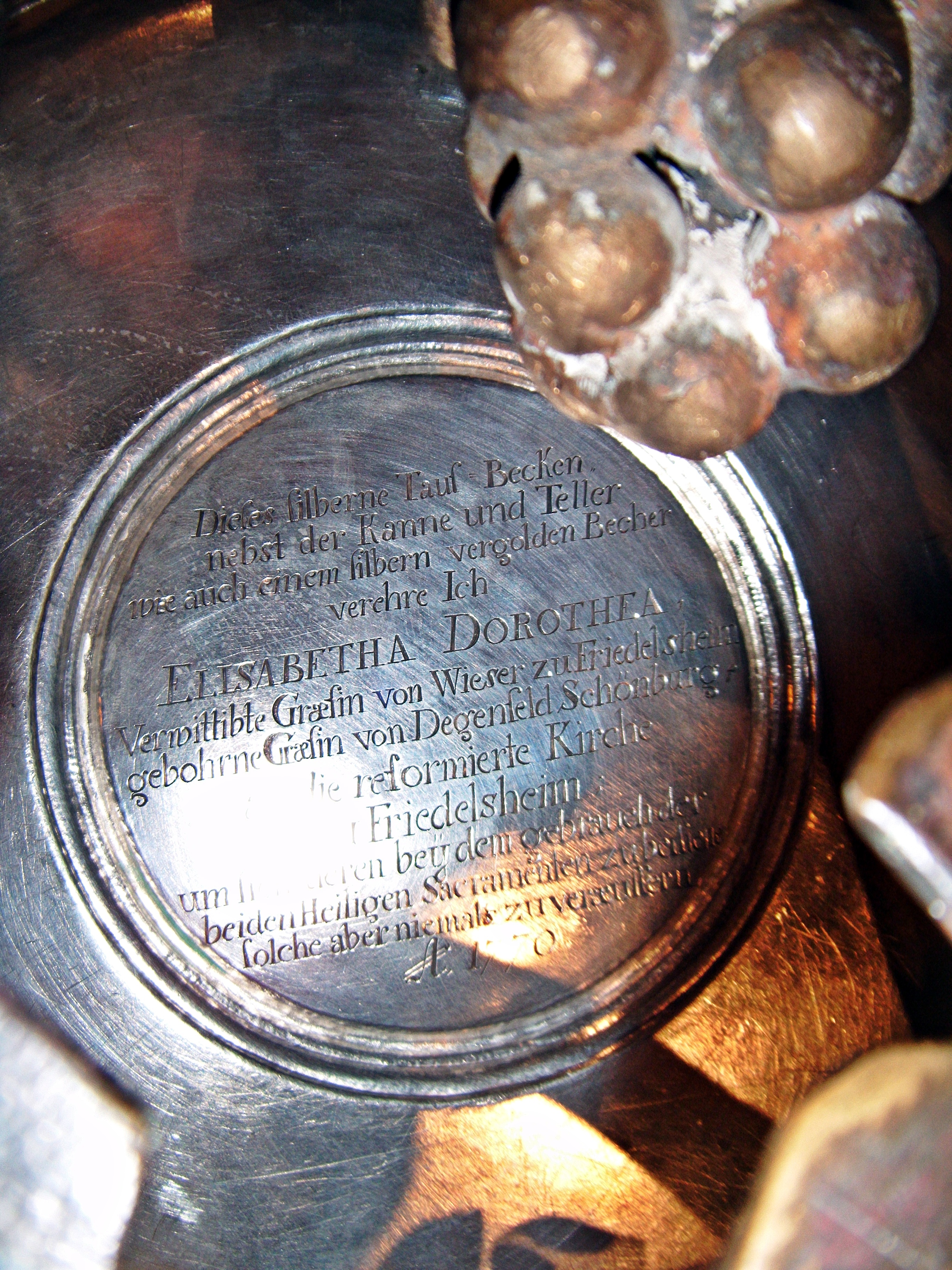
Widmungsinschrift auf der Friedelsheimer Taufschale der Gräfin von Wiser

Franz Josephs Söhne teilten den Besitz der Linie im Jahr 1758 unter sich auf. Friedrich Joseph von Wiser (1714–1775) erhielt Siegelsbach mit Ober- und Untergimpern, Carl Joseph († 1770), der beim kurpfälzischen Militär diente, bekam die Herrschaft Friedelsheim. Das Schloss Friedelsheim ging zu gleichen Teilen an beide Brüder. Carl Josephs Gattin Elisabeth Dorothea geb. von Degenfeld-Schomberg, Tochter des Generals Christoph Martin von Degenfeld-Schomberg sowie Urenkelin des Kurfürsten Karl I. Ludwig von der Pfalz, war eine Wohltäterin der Gemeinde und wurde 1771 in einer Gruft unter dem Chor der Protestantischen Kirche Friedelsheim bestattet. Dort befindet sich noch heute eine von ihr gestiftete, silberne Taufgarnitur mit Widmung. Sie war aus Liebe zu ihrem Mann von zu Hause geflohen und musste als Protestantin, die den Katholiken Wiser geheiratet hatte, stark unter ihren Verwandten leiden bzw. viele Jahre lang um ihr väterliches Erbteil prozessieren. Da das Ehepaar kinderlos starb, fiel der gesamte Besitz an Joseph Johann von Wiser (1764–1840), den ältesten Sohn von Friedrich Joseph, der 1788 seinen Wohnsitz wieder in Siegelsbach nahm, wo er durch überzogene Fronforderungen, speziell eine große Zahl von Botengängen, den Unmut der Untertanen erregte. 1794 wurde Schloss Friedelsheim von Franzosen verwüstet und niedergebrannt, 1795 wurde der gesamte linksrheinische Besitz von den Franzosen beschlagnahmt. Trotz der Aufhebung der Beschlagnahme nach dem Frieden von Lunéville war Joseph Johann 1803 gezwungen, den gesamten Friedelsheimer Besitz an die früheren Erbbeständler zu verkaufen. Durch den Reichsdeputationshauptschluss und die Rheinbundakte gingen die Herrschaftsrechte in den sonstigen Besitztümern verloren. Nachdem sich die Siegelsbacher Untertanen 1810/11 gegen die Frondienste erhoben hatten, kam Joseph Johann von Wiser mit dem fürstlich-leiningenschen Lehnshof überein, das Amt Siegelsbach aufzulösen und Siegelsbach unentgeltlich vom Amt Mosbach verwalten zu lassen. Im Gegenzug erkannte Leiningen den früheren Lehnsbesitz der Grafen Wiser als Allodialbesitz an, wodurch es dem Gafen möglich war, Grundbesitz zu veräußern. Besitz in Ober- und Untergimpern ging 1814 an die Grafen von Yrsch, Wald in Siegelsbach an die Gemeinde. Sophie Aloysia von Wiser (1771–1837), eine Schwester Joseph Johanns, hatte 1795 den späteren bayerischen Generalfeldmarschall Carl Philipp von Wrede geheiratet.
Joseph Johanns Sohn Joseph Carl Georg von Wiser (1796–1862) verkaufte mit dem Siegelsbacher Schloss 1833 den letzten Besitz in Siegelsbach, zog dann nach Mosbach, 1835 in das Obere Schloss nach Stein am Kocher und 1848 nach Baden-Baden. Joseph Carl Georgs Enkel Maximilian Graf von Wiser (1861–1938) wurde bekannter Augenarzt, verstarb jedoch kinderlos, so dass mit ihm die Linie 1938 erlosch.

## Bekannte Vertreter
- Ferdinand Andreas von Wiser (1677–1751), kurpfälzischer Beamter und Diplomat, Begründer der Linie Leutershausen
- Maximilian Graf von Wiser (1861–1938), Augenarzt, letzter Spross der Linie Wiser-Siegelsbach